# Fドラッ!
Fドラッ!!（エフドラッ!!）は、テレビ新広島で平日14:05～15:00に放送していた再放送・海外ドラマ枠である。
フジテレビのドラマはハイビジョン用とアナログ放送用にテロップの位置を変えているのでTSSではハイビジョン製作ドラマでも標準画質で放送している（デジタル用とアナログ用を別々に送信する体制が整っていないため、また、アナログ放送での4:3レターボックス放送を回避する為と思われる）これは17時台に放送されるTSSヤングドラマセレクションでも同様。
TSSヤングドラマセレクションでは、若者向けのトレンドドラマを放送しているが、この枠ではトレンドドラマ以外にも主婦向けの韓国ドラマなども放送している。これはもともとこの時間帯は関西テレビ製作のワイドショーを放送していたことがある。